# Саут Хејвен (Канзас)
Саут Хејвен (енгл. South Haven) град је у америчкој савезној држави Канзас.

## Демографија
По попису из 2010. године број становника је 363, што је 27 (-6,9%) становника мање него 2000. године.
| Група             | 2000.       | 2010.       |
| Белци             | 361 (92,6%) | 325 (89,5%) |
| Афроамериканци    | 0 (0,0%)    | 1 (0,3%)    |
| Азијати           | 0 (0,0%)    | 1 (0,3%)    |
| Хиспаноамериканци | 13 (3,3%)   | 27 (7,4%)   |
| Укупно            | 390         | 363         |